# زمان استاندارد اسرائیل
|  | یوتی‌سی ۲:۰۰+              | ساعت رسمی مصر                                                                                              |
|  | یوتی‌سی ۲:۰۰+ یوتی‌سی ۳:۰۰+ | زمان اروپای شرقی / زمان استاندارد اسرائیل / زمان در فلسطین ساعت تابستانی اروپای شرقی ساعت تابستانی اسرائیل |
|  | یوتی‌سی ۳:۰۰+              | یوتی‌سی ۳:۰۰+ / زمان در ترکیه                                                                               |
|  | یوتی‌سی ۳:۳۰+              | ساعت رسمی ایران                                                                                            |
|  | یوتی‌سی ۴:۰۰+              | یوتی‌سی ۴:۰۰+                                                                                               |

زمان استاندارد اسرائیل (IST) (به عبری: שעון ישראל Sh'on Yisra'el, lit. "Clock of Israel") منطقه زمانی استاندارد در اسرائیل است. که دو ساعت جلوتر از یو تی سی است. (یوتی‌سی ۲:۰۰+).

## بررسی اجمالی

### تاریخ
در ابتدای فرمان انگلیس، منطقه زمانی منطقه تحت اختیار (اسرائیل و اردن امروزی)، به وقت منطقه زمانی کایرو تنظیم شد (با منطقه زمانی آتن یکی است)، که ۲ ساعت جلوتر از ساعت گرینویچ است. «زمان استاندارد اسرائیل» بعد از سال ۱۹۴۸ و تأسیس اسرائیل متمایز شد، که به اسرائیل اجازه داد ساعت خود را تایین کند، و همچنین اجازه می‌داد ساعت تابسانی خود را تصویب کند.

### تفاوت‌ها با دیگر کشورها
تفاوت اسرائیل با ساعت هماهنگ جهانی در اکثر سال مانند زمان اروپای شرقی (یوتی‌سی ۲:۰۰+) است. چون اسرائیل ساعت خود را در جمعه‌ها به ساعت تابستانی تغییر می‌دهد، برعکس بسیاری از کشورها که در شنبه این کار را انجام می‌دهند، تغییرات زمانی در بهار یا ۲ روز قبل تر یا ۵ روز بعد از تغییر زمان در اروپا صورت می‌گیرد. تغییر در جمعه به خاطر شبات یهودیان که روز تعطیل است صورت می‌گیرد.